# Bellott v. Mountjoy
Bellott v. Mountjoy („v.“ bzw. „v“ für lateinisch „versus“, deutsch „gegen“) war ein Rechtsstreit am Court of Requests in Westminster am 11. Mai 1612, in dem auch William Shakespeare als Zeuge gehört wurde.
Stephen Bellott verklagte seinen Schwiegervater Christopher Mountjoy wegen der ausstehenden Mitgift von 60 £, die zu seiner Heirat mit Mary Mountjoy 1604 vereinbart worden war, sowie einer versprochenen Schenkung von 200 £ in Mountjoys Testament.
Die Prozessakten wurden 1909 von Charles William Wallace und seiner Frau Hulda entdeckt und 1910 in den Nebraska University Studies veröffentlicht. Shakespeare wird darin mehrfach erwähnt und hat seine Aussage auch unterzeichnet. Die Akten belegen, dass Shakespeare 1604 als Mieter in Mountjoys Haus an der Kreuzung Silver und Monkwell Streets beim Cripplegate, London, wohnte. Zeugen sagten aus, dass Shakespeare an den Verhandlungen der Mitgift 1604 beteiligt war. Es werden mehrere Personen genannt, mit denen Shakespeare bekannt war, darunter zum Beispiel George Wilkins, mit dem Shakespeare zusammengearbeitet haben soll.
Im Prozess gab Shakespeare zu, dass er seinerzeit an den Verhandlungen beteiligt war, sich an die Einzelheiten aber nicht mehr erinnern könne. Das Gericht verwies daraufhin den Fall an die Leitung der hugenottischen Kirche in London, die Bellott 20 Nobel zusprach, das ist etwas mehr als 6 £. Ein Jahr später hatte Montjoy jedoch noch nicht gezahlt.